# 왕관잎코박쥐
왕관잎코박쥐 또는 왕관둥근잎박쥐(Hipposideros diadema)는 가장 널리 분포하는 잎코박쥐과 박쥐의 일종이다. 가장 가까운 근연종은 마키라섬의 마키라둥근잎박쥐와 오스트레일리아 노던 준주의 아른험잎코박쥐으로 추정된다. 오스트레일리아와 인도네시아, 말레이시아, 미얀마, 필리핀, 태국, 베트남에서 발견된다.